# Томас, Фрэнк
Фрэ́нклин (Фрэнк) То́мас (англ. Franklin "Frank" Thomas, 5 сентября 1912, Фресно — 8 сентября 2004, Ла-Каньяда-Флинтридж) — американский аниматор, один из девяти выдающихся аниматоров студии Walt Disney.
Фрэнк принимал участие в производстве около 20 полнометражных мультфильмов студии Дисней, в числе которых «Пиноккио», «Питер Пэн», «Спящая красавица», «Золушка» и «101 далматинец».

## Биография
Фрэнк Томас родился 5 сентября 1912 года во Фресно. Его отец был президентом колледжа «Fresno State College». Уже в 9 лет Фрэнк понял, чем он хочет заниматься в жизни — рисовать. На втором курсе колледжа Фрэнк увлекся анимацией. В качестве классного проекта, он написал сценарий и срежиссировал фильм об учебной жизни в колледже, который крутили в местных кинотеатрах.
Учился в Стэнфордском университете, где состоял в студенческом объединении Theta Delta Chi и подрабатывал в юмористическом журнале «Stanford Chaparral» вместе со своим другом Олли Джонстоном. После окончания обучения в Стэнфорде он поступил в Chouinard Art Institute.
24 сентября 1934 года Фрэнка Томаса приняли на работу в The Walt Disney Company под табельным номером 224, где он присоединился к работе над короткометражным мультфильмом «Mickey’s Elephant».
В начале своей карьеры Фрэнк Томас занимался короткометражными мультфильмами. В числе анимированных им сцен например такие, как сцена с Микки Маусом и королём в Brave Little Tailor, сцена Микки и медведя в The Pointer и диалог между немцами в пропагандистском мультфильме Education for Death. Во время Второй мировой войны Фрэнк занимался также производством учебных мультфильмов в First Motion Picture Unit.
В полнометражных мультфильмах Фрэнк занимался разными сценами. В «Белоснежке и семь гномов» (1937) это была сцена, в которой гномы оплакивают главную героиню, в «Пиноккио» (1940) — эпизод, где заглавный персонаж поёт на сцене кукольного театра Стромболи, в «Бэмби» (1942) — сцена на льду с оленёнком Бэмби и крольчонком Топотуном, в мультфильме «Леди и Бродяга» — сцена с поеданием спагетти и так далее. В свободное время Фрэнк играл на пианино в джазовой группе Firehouse Five Plus Two вместе со своим коллегой Уордом Кимбаллом.
Фрэнк ушел со студии на пенсию 31 января 1978 года, проработав на ней 45 лет. В соавторстве со своим старым другом Олли Джонстоном он написал четыре книги, включая и «The Illusion of Life: Disney Animation».
Фрэнк Томас умер 8 сентября 2004 года в городке Ла-Каньяда-Флинтридж, штат Калифорния.

## Книги
- Томас Ф., Джонстон О. Иллюзия жизни: анимация Диснея = The Illusion of Life: Disney Animation. — Нью-Йорк: Abbeville Press, 1981. — ISBN 0-89659-232-4.
- Томас Ф., Джонстон О. Слишком смешно, чтобы говорить: величайшие гэги Диснея = Too Funny for Words: Disney's Greatest Sight Gags. — Нью-Йорк: Abbeville Press, 1987. — ISBN 0-89659-747-4.
- Томас Ф., Джонстон О. Бэмби Уолта Диснея: история и фильм = Walt Disney's Bambi: The Story and the Film. — Нью-Йорк: Stewart, Tabori & Chang, 1990. — ISBN 1-55670-160-8.
- Томас Ф., Джонстон О. Диснеевские злодеи = The Disney Villain. — Нью-Йорк: Hyperion, 1993. — ISBN 1-56282-792-8.

## Появления в мультфильмах
- В мультфильме «Стальной гигант» машинисты поезда — это Фрэнк Томас и Олли Джонстон.
- Также анимированные Фрэнк и Олли появились в конце мультфильма «Суперсемейка», где сыграли самих себя.